# Asplenium anceps
Asplenium anceps és una espècie de falguera diploide de la família Aspleniaceae i un dels ancestres de les falgueres que formen el complex trichomanes. És un endemisme macaronèsic propi de les Canàries, Madeira i Açores.

## Característiques
Les seves frondes són coriàcies, com de plàstic, i el raquis és molt gruixut, de color marró rogenc brillant i està recorregut en tota la seva extensió per tres ales, dues a la seva cara superior que dibuixen un solc i una tercera a la seva cara inferior, que és característica i exclusiva d'aquesta espècie, ja que a totes les altres espècies del complex trichomanes els manca aquesta ala. Una característica típica d'aquesta falguera, que comparteix amb tots els seus descendents híbrids (Asplenium azoricum, Asplenium azomanes i Asplenium X tubalense), és l'existència d'una petita aurícula a la base de les pinnes mitjanes i inferiors dirigida cap a l'àpex de la làmina amb un o dos sorus al seu revers.

## Hàbitat
Creix a l'ombra dels boscos de laurisilva i de pinedes d'alta muntanya entre les pedres de les parets i les encletxes de roques volcàniques orientades cap al nord i nord-oest, damunt un substrat de molses i líquens.

## Distribució
Endemisme macaronèsic present exclusivament als tres arxipèlags més septentrionals de la regió macaronèsica (Illes Açores, Illa de Madeira i Illes Canàries).

## Híbrids
- Asplenium azoricum: híbrid alotetraploide per encreuament entre A. anceps i un exemplar del complex trichomanes.